# Lewis Kirke
Lewis Kirke (Dieppe, 1599 – 1683) è stato un navigatore inglese.
Lewis Kirke fu vicecomandante della spedizione navale inglese che occupò Québec nel 1628-1632. Fu proprio lui che portò la lettera a Samuel de Champlain con la quale veniva chiesta la resa di Québec.
Nel 1633 ricevette una lettera-patente da re Carlo I con la quale gli veniva concesso il privilegio di colonizzare la Nuova Scozia e la valle del san Lorenzo. Questa lettera patente venne contestata da William Alexander, il quale deteneva altre lettere-patenti emesse in precedenza. Partì una spedizione per la Nuova Scozia, ma dovette tornare in Inghilterra a seguito di una tempesta.
L'anno successivo venne nominato capitano della nave di guerra Leopard, a bordo della quale partecipò ad alcune schermaglie con navi di Dunquerque e andò alla ricerca di navi pirate turche che si aggiravano nei paraggi di Guernsey. Nel 1636 era capitano della Repulse ma si rifiutò a sottostare all'ammiraglio Rainsborough e già nel 1637 passò alla Margaret. Con questa nave riparò a Terranova dove prelevava il cinque per cento dei guadagni dei pescatori.
Nel 1641 fu accusato, insieme a Lord Morley, dell'assassinio del capitano Peter Clarke, tuttavia venne graziato. Durante la guerra civile inglese prese le parti dei realisti e divenne governatore di Bridgnorth. Venne accusato di aver torturato una spia dei parlamentaristi. Successivamente passò dalla parte dei rivoluzionari, invocando gli Articoli di Oxford, ma venne arrestato nel 1647 a seguito di un'incriminazione di un proprietario terriero che venne spogliato dei suoi beni durante la guerra. Sir Lewis invocò gli articoli di Oxford, ma gli venne posto un netto rifiuto perché non aveva sborsato l'ammenda prevista a coloro che si avessero prestato a compromessi. Nel 1650 depositò due cauzioni di mille sterline ciascuna e fu liberato. In seguito partì per Terranova.
Nel 1654, insieme a due fratelli, fece una petizione al consiglio di stato di Cromwell che gli venisse riconosciuto un debito di 48000 sterline dovuto all'occupazione di Québec. Nel 1667, dopo la restaurazione di Carlo II, fece una petizione al re che gli venissero restituite da Thomas Temple le terre in Nuova Scozia accordate con le lettere-patenti del 1633. Sir Lewis fu nominato capitano e intendente del corpo dei gentiluomini della guardia, forse come consolazione delle terre che non poteva più riavere in Nordamerica.